# USA Today

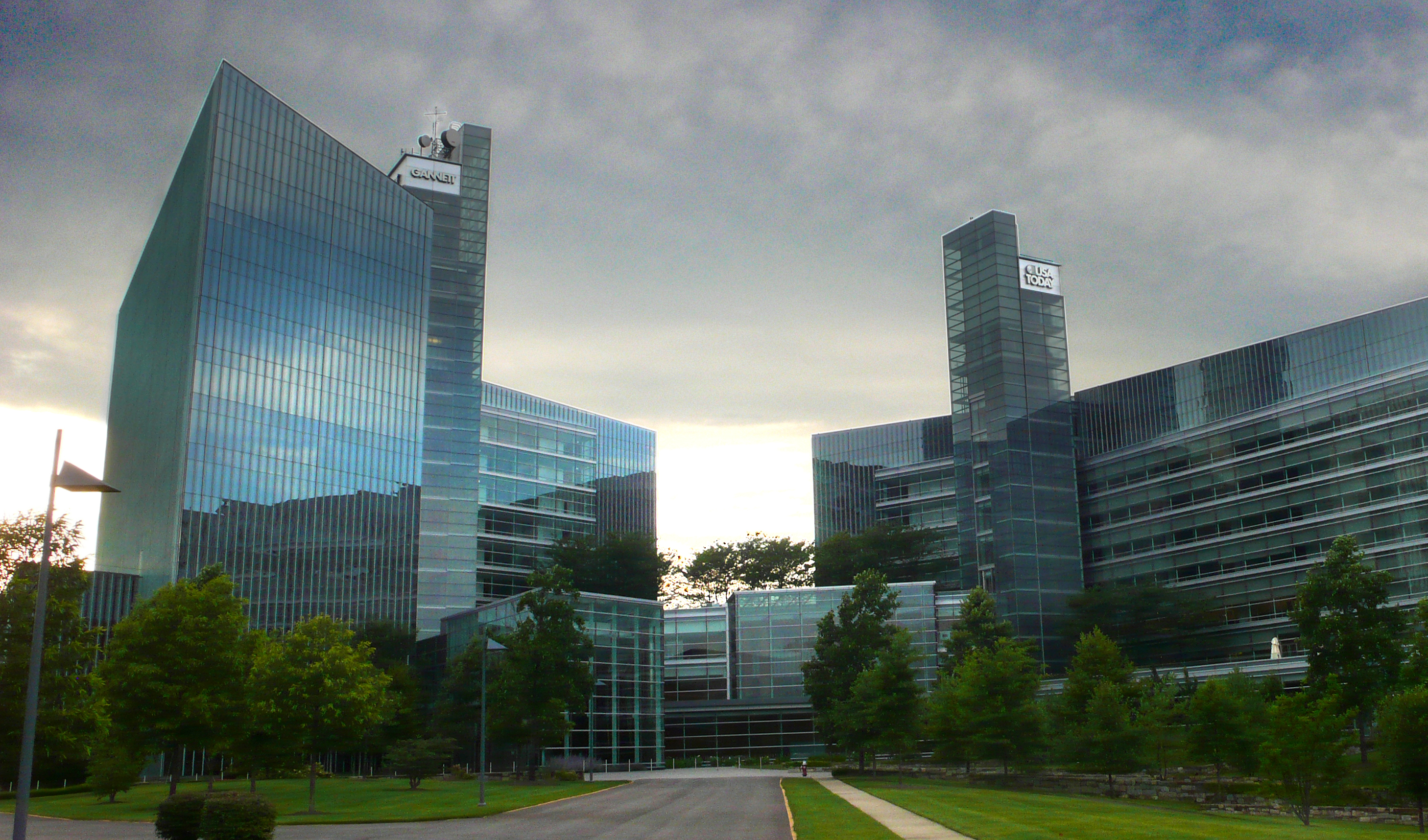
Siedziba główna redakcji „USA Today”

USA Today – amerykański dziennik o zasięgu ogólnokrajowym, największy pod względem nakładu wśród amerykańskich gazet. Należy do Gannett Company. Główna siedziba znajduje się w McLean w stanie Wirginia.
Założony w 1982 jako alternatywa dla tradycyjnych gazet. Odmiennie od wcześniej istniejących czarno-białych dzienników, USA Today był z założenia gazetą kolorową, pełną zdjęć i ilustracji. Za przykładem USA Today poszły inne amerykańskie gazety. 
Pierwszy numer ukazał się 15 września 1982 roku w Baltimore i Waszyngtonie. Na inauguracyjnej konferencji prasowej pojawił się prezydent Ronald Reagan. Nakład pierwszego numeru został sprzedany w całości. W pierwszych miesiącach istnienia USA Today drukowane było w liczbie 330 000 egzemplarzy. Rynkowy sukces spowodował w ciągu dwóch lat wzrost nakładu do 1,4 miliona sztuk.
Druga różnica: USA Today jest gazetą ogólnokrajową, nie jest związany z żadnym miastem. Z tego powodu ma mniej stron, nie musząc publikować lokalnych wiadomości i reklam.
Pomimo sukcesu finansowego i ogromnego nakładu, USA Today nie jest uznawany za amerykańską gazetę pierwszej rangi. Krytycy uważają, że jest na niższym poziomie intelektualnym w stosunku do tradycyjnych gazet. Przez początkowe lata istnienia gazeta była pogardliwie nazywana MacPaper albo MacNewspaper.